# 大場俊輔
大場 俊輔（おおば しゅんすけ、1986年8月12日 - ）は、東京都出身の元子役。劇団東俳に所属していた。

## 出演作品

### 映画
- 蘇える金狼（1998年） - 桜井由紀夫（少年期）役

### テレビ
- ママじゃないってば!（1994年）※デビュー作
- 福井さんちの遺産相続（1994年） - 田之上タケル 役
- HOTEL 第21話「家なき子ご宿泊中」（1994年） - 鉄平 役
- 超力戦隊オーレンジャー（1995年）- 豊 役
- 明るい家族計画（1995年） - 坂巻星人 役
- 月曜ドラマスペシャル
  - こころ預かります 第1作「質屋のおかみさん涙の事件簿」（1995年）
  - こころ預かります 第2作「質屋のおかみさんが難事件に挑む下町人情編」（1996年）
  - 冬の特選サスペンス 愛されなかった女（1998年）
- ひまわり（1996年）
- おひさまがいっぱい（1996年） - 水島聡 役
- 土曜ワイド劇場 牟田刑事官事件ファイル 第22作「関門海峡〜横浜 連続殺人にナゾの女!」（1996年）
- 新幹線'97恋物語（1997年）
- ドンウォリー!（1998年）
- はぐれ刑事純情派 - 里見（坂上）佑介 役
  - 第11シリーズ 第12話「里見刑事結婚す! 不倫アリバイの女」（1998年）
  - 第13シリーズ（2000年）
    - 第6話「夫婦で偽証!? 行列のできるギョーザ屋！」
    - 第12話「学級崩壊殺人!? 里見刑事の息子が犯人？」
- 世紀末の詩（1998年）
  - 第1話「この世の果てで愛を唄う少女」
  - 第8話「恋し森のクマさん」
- TEAM 第9話「最後の事件」（1999年）

### CM
- バンダイ
- 明治製菓